# Karriss Artingstall
Karriss Imogen Artingstall (* 23. November 1994 in Macclesfield) ist eine britische Boxerin im Federgewicht.
Sie begann als Soldatin im 1st Regiment Royal Horse Artillery der British Army mit dem Boxsport und wurde 2019 Vize-Europameisterin sowie WM-Bronzemedaillengewinnerin, zudem qualifizierte sie sich für die Olympischen Sommerspiele 2020, wo sie ebenfalls eine Bronzemedaille gewann. Sie war die erste Boxerin der Army, die sich für Olympische Sommerspiele qualifizieren konnte.
Artingstall ist mit der Boxerin und Olympiasiegerin Lauren Price liiert.

## Amateurkarriere
Karriss Artingstall gewann 2018 die Englischen Meisterschaften im Federgewicht und wurde daraufhin in das britische Nationalteam aufgenommen.
Bei den Europameisterschaften 2019 in Alcobendas besiegte sie Mona Mestiaen, Jennifer Fernández und Stanimira Petrowa, ehe sie im Finale gegen Irma Testa unterlag und Silber gewann. Bei den Weltmeisterschaften 2019 in Ulan-Ude erreichte sie mit Siegen gegen Yarisel Ramirez, Jo Son-hwa, Mijgona Samadova und Yodgoroy Mirzayeva das Halbfinale, wo sie gegen Nesthy Petecio ausschied und eine Bronzemedaille gewann.
Bei der europäischen Olympiaqualifikation im März 2020 in London, die aufgrund der COVID-19-Pandemie unterbrochen und im Juni 2021 in Paris fortgesetzt wurde, kam sie durch ein Freilos ins Achtelfinale, wo sie Helina Brujewitsch besiegte und in das Viertelfinale einzog. Dort unterlag sie zwar gegen Stanimira Petrowa, gewann jedoch in den Box-offs noch gegen Stephanie Thour, womit sie sich für die 2021 in Tokio ausgetragenen Olympischen Spiele qualifizierte. Bei Olympia siegte sie gegen Sadie Kenosi, Jucielen Romeu und Skye Nicolson, ehe sie im Halbfinale knapp mit 2:3 gegen die spätere Olympiasiegerin Sena Irie ausschied und erneut eine Bronzemedaille gewann.

## Profikarriere
Artingstall unterzeichnete im April 2022, zusammen mit ihrer Partnerin Lauren Price, einen Profivertrag beim britischen Promoter Benjamin Shalom (BOXXER) und gewann ihr Debüt im Juni 2022.